# Champniers-et-Reilhac
Champniers-et-Reilhac is een gemeente in het Franse departement Dordogne (regio Nouvelle-Aquitaine) en telt 533 inwoners (1999). De plaats maakt deel uit van het arrondissement Nontron.

## Geografie
De oppervlakte van Champniers-et-Reilhac bedraagt 20,1 km², de bevolkingsdichtheid is 26,5 inwoners per km².
De onderstaande kaart toont de ligging van Champniers-et-Reilhac met de belangrijkste infrastructuur en aangrenzende gemeenten.

## Demografie
Onderstaande figuur toont het verloop van het inwonertal (bron: INSEE-tellingen).

1. ↑  Populations de référence 2022.